# Episodi di Nurse Jackie - Terapia d'urto (quinta stagione)
La quinta stagione della serie televisiva Nurse Jackie - Terapia d'urto è stata trasmessa in prima visione negli Stati Uniti dal canale via cavo Showtime dal 14 aprile al 16 giugno 2013.
In Italia la stagione è stata trasmessa in prima visione da Sky Atlantic, canale a pagamento della piattaforma satellitare Sky, dal 25 giugno al 23 luglio 2014.
| nº | Titolo originale       | Titolo italiano       | Prima TV USA   | Prima TV Italia |
| -- | ---------------------- | --------------------- | -------------- | --------------- |
| 1  | Happy Fucking Birthday | Buon compleanno       | 14 aprile 2013 | 25 giugno 2014  |
| 2  | Luck of the Drawing    | Disegni rivelatori    | 21 aprile 2013 | 25 giugno 2014  |
| 3  | Smile                  | Mai dire mai          | 28 aprile 2013 | 2 luglio 2014   |
| 4  | Lost Girls             | La paziente scomparsa | 5 maggio 2013  | 2 luglio 2014   |
| 5  | Good Thing             | Ansia da appuntamento | 12 maggio 2013 | 9 luglio 2014   |
| 6  | Walk of Shame          | Doloroso addio        | 19 maggio 2013 | 9 luglio 2014   |
| 7  | Teachable Moments      | Abbracci              | 26 maggio 2013 | 16 luglio 2014  |
| 8  | Forget It              | Questioni in sospeso  | 2 giugno 2013  | 16 luglio 2014  |
| 9  | Heart                  | Rapporti difficili    | 9 giugno 2013  | 23 luglio 2014  |
| 10 | Soul                   | Buon anniversario     | 16 giugno 2013 | 23 luglio 2014  |